# Villetta Barrea
Villetta Barrea là một đô thị thuộc tỉnh L'Aquila trong vùng Abruzzo của Ý. Ý. Đô thị này có diện tích 20 km², dân số năm 2005 là 649 người. Các đô thị giáp ranh gồm: Barrea, Civitella Alfedena, Scanno.